# Urania, Berlin
För andra betydelser, se Urania (olika betydelser).

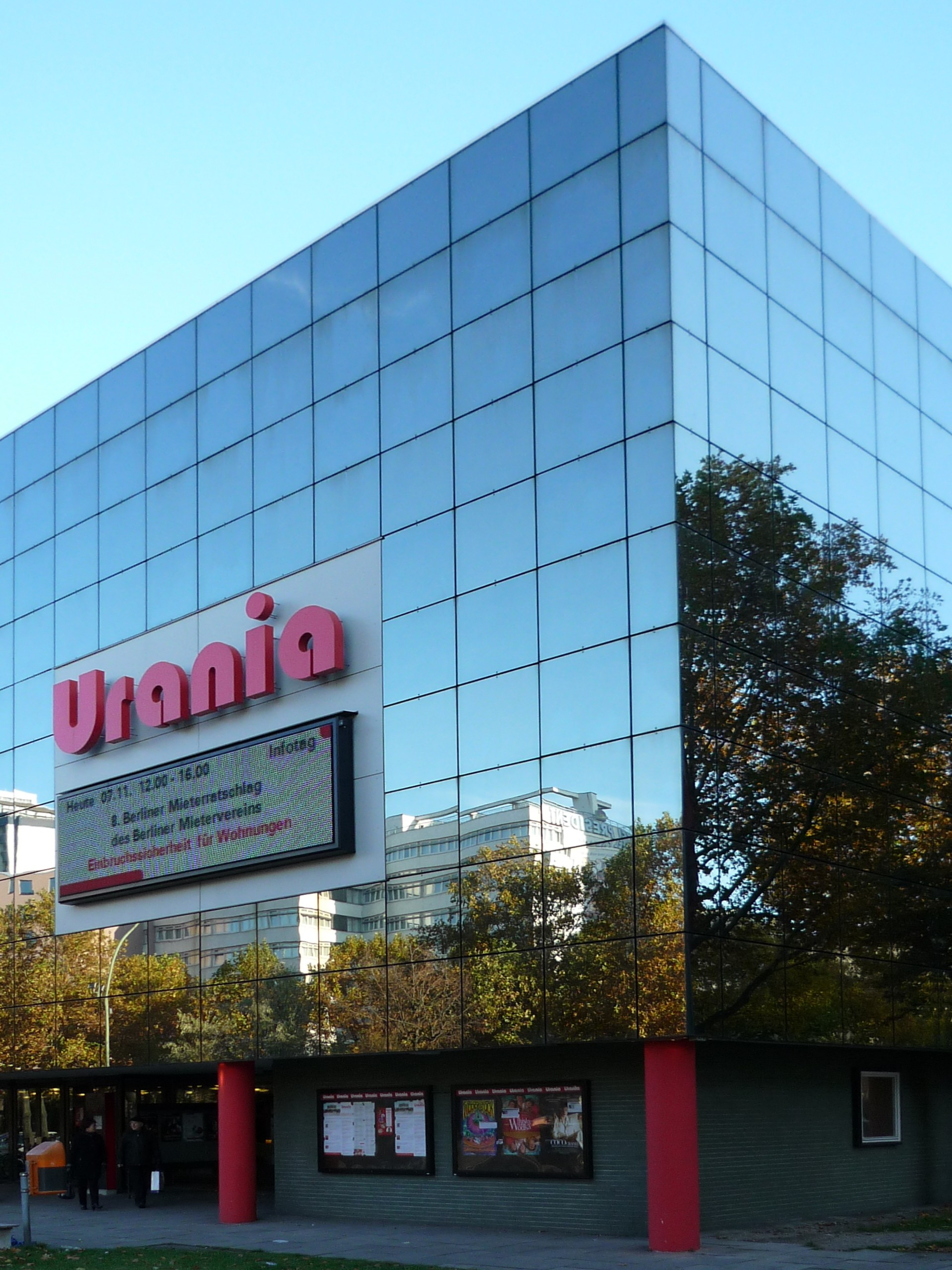
Uranias nuvarande byggnad i Berlin-Schöneberg

Urania är namn på ett naturvetenskapligt sällskap med styrelse i Berlin och bestående av såväl forskare som andra vetenskapligt intresserade personer. 
Sällskapet grundades 1888 av Max Wilhelm Meyer, konstituerades som aktiebolag och har gjort naturvetenskapernas popularisering till uppgift. Det upprättade bland annat ett astronomiskt observatorium ("Urania-observatoriet"), som var tillgängligt för allmänheten och där förevisningar och populärvetenskapliga föreläsningar anordnades. I samband med Berlins observatoriums flyttning till Babelsberg övertogs Urania-observatoriet 1912 av universitetet och inrättades till övningsobservatorium för de astronomie studerandena.